# Zaułek Wydawniczy Pomyłka
Zaułek Wydawniczy Pomyłka – polskie wydawnictwo z siedzibą w Szczecinie, założone przez Cezarego Sikorskiego.
Wydawnictwo publikuje głównie książki poetyckie oraz eseje i wywiady. Wśród autorów wydanych książek są m.in.: Oliwia Betcher, Izabela Fietkiewicz-Paszek, Barbara Janas-Dudek, Stefan Jurkowski, Beata Patrycja Klary, Krzysztof Mich, Teresa Rudowicz, Karol Samsel, Aleksandra Słowik, Mirka Szychowiak, Piotr Tenczyk, Marek Wawrzkiewicz, Leszek Żuliński.

## Ważniejsze wyróżnienia dla wydanych książek
- Nagroda im. Kazimiery Iłłakowiczówny 2013: Karolina Kułakowska - Puste muzea[1]
- Najlepsza Książka XXXVII Międzynarodowego Listopada Poetyckiego 2014: Agnieszka Tomczyszyn-Harasymowicz - Wiersze na kartki
- Nagroda im. Kazimiery Iłłakowiczówny 2015: Joanna Starkowska - Ballada o wyrzynarce
- wyróżnienie w Ogólnopolskim Konkursie Literackim „Złoty Środek Poezji” 2015: Ewa Włodarska - Perłofonia[2]
- Lubuski Wawrzyn Literacki za 2015: Beata Patrycja Klary - Obiekty totemiczne[3]
- nominacja do Orfeusza – Nagrody Poetyckiej im. K.I. Gałczyńskiego 2016: Aleksandra Słowik - Czuwanie przy zwłokach[4]
- nominacja do Orfeusza – Nagrody Poetyckiej im. K.I. Gałczyńskiego 2019: Janusz Solarz - 47 Sonneniziów. Sonety z pierwszej linii[5]